# Rhododendron canescens
Rhododendron canescens är en ljungväxtart som först beskrevs av André Michaux, och fick sitt nu gällande namn av George Don jr. Rhododendron canescens ingår i släktet rododendron, och familjen ljungväxter. Inga underarter finns listade i Catalogue of Life.

## Bildgalleri

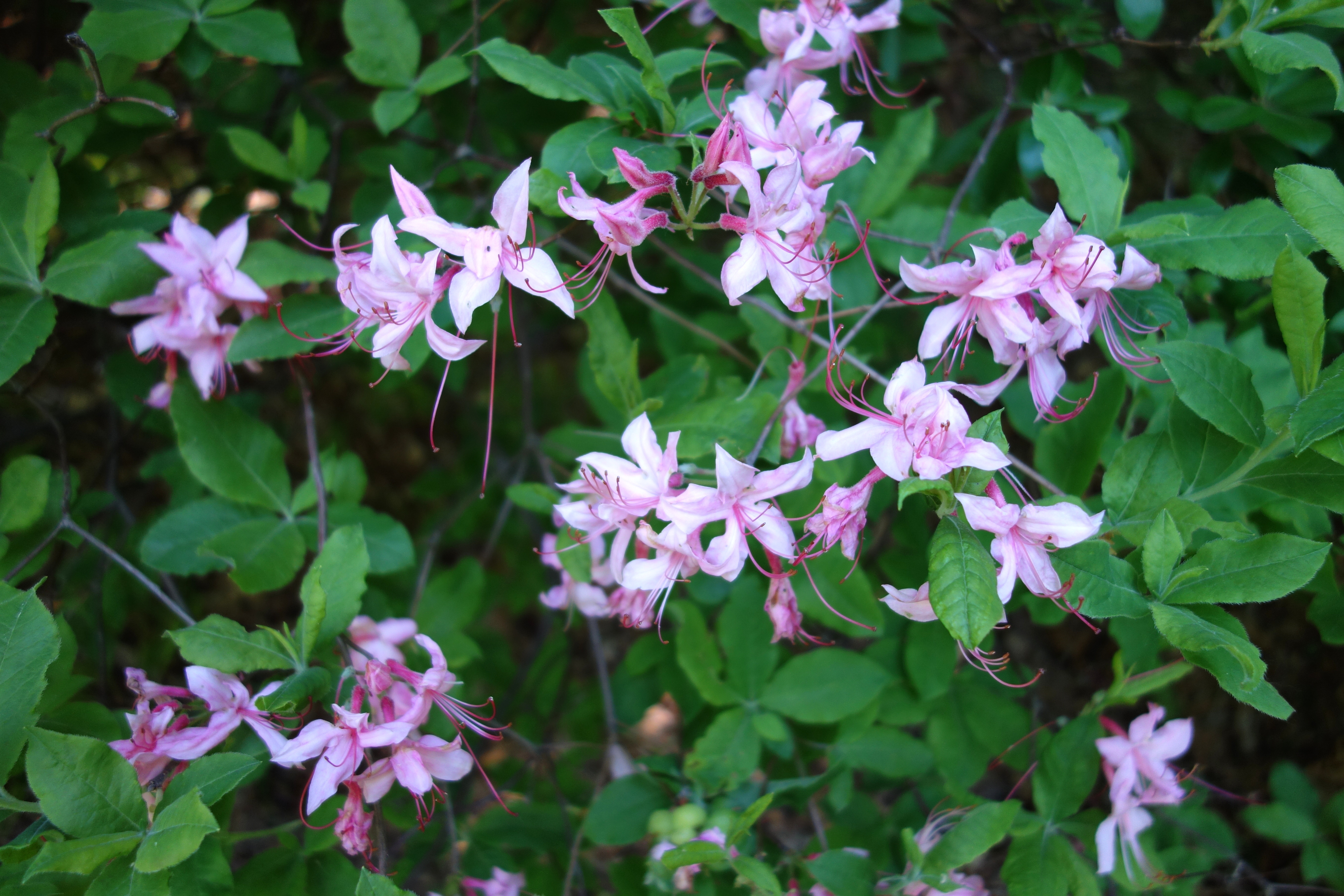
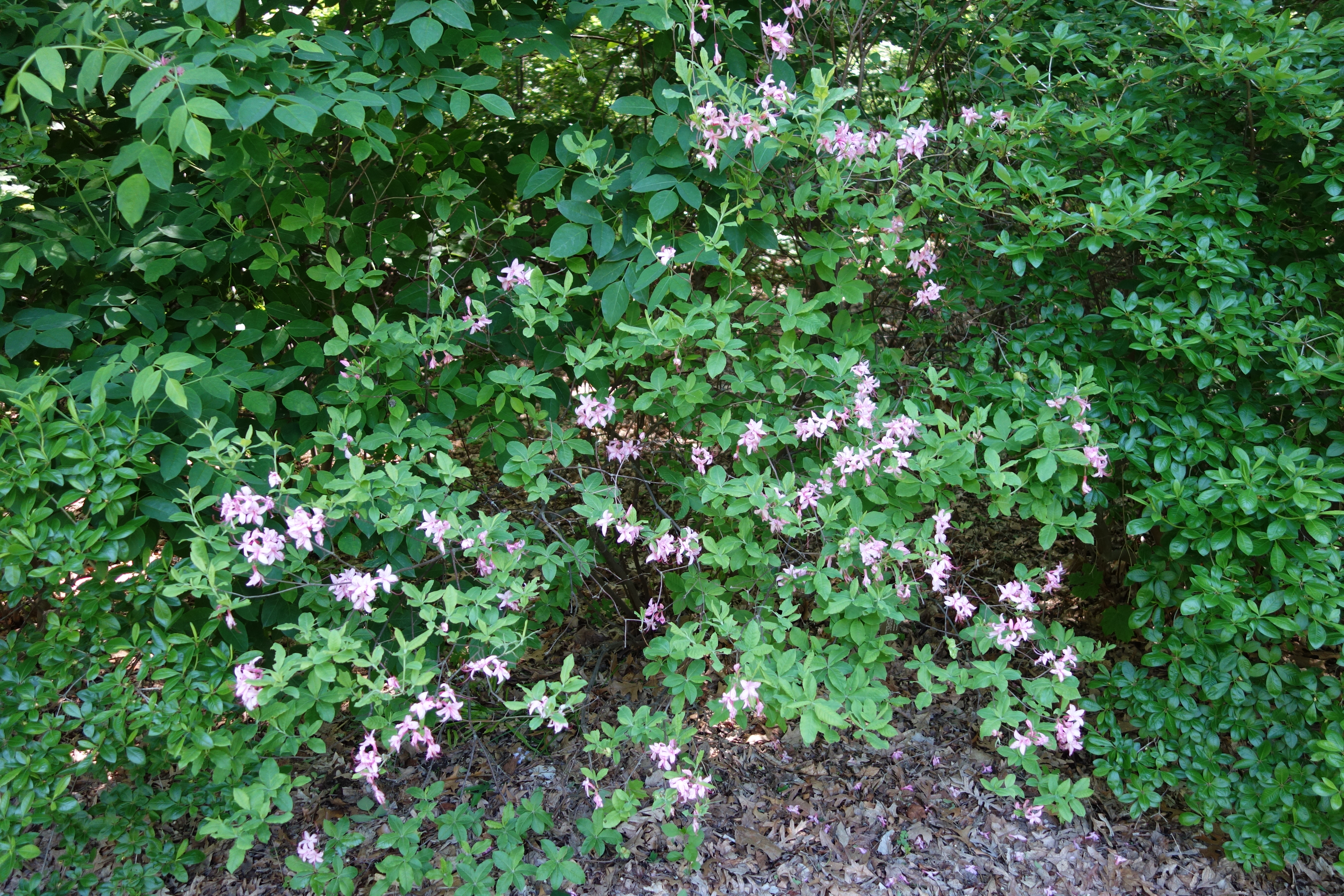
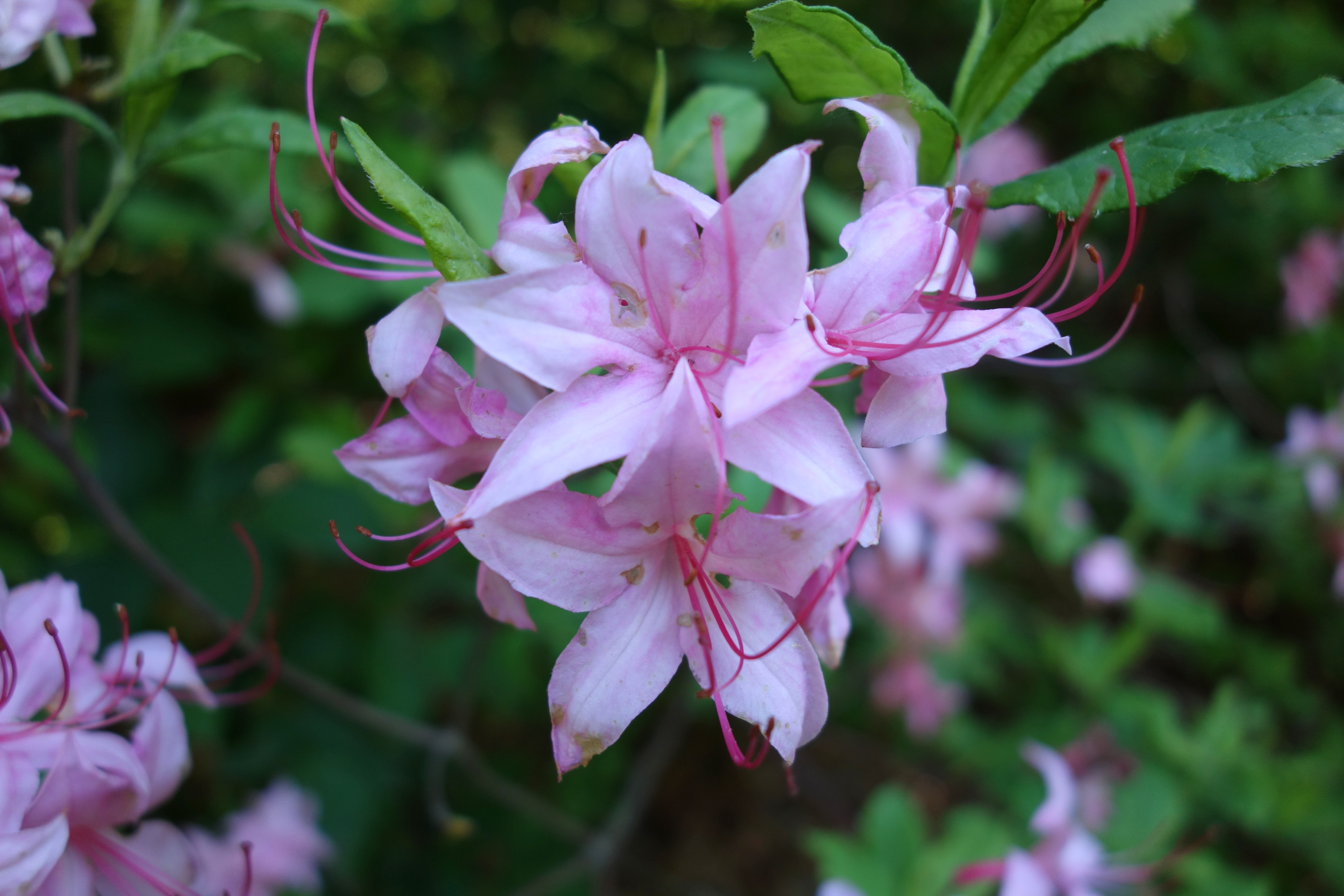
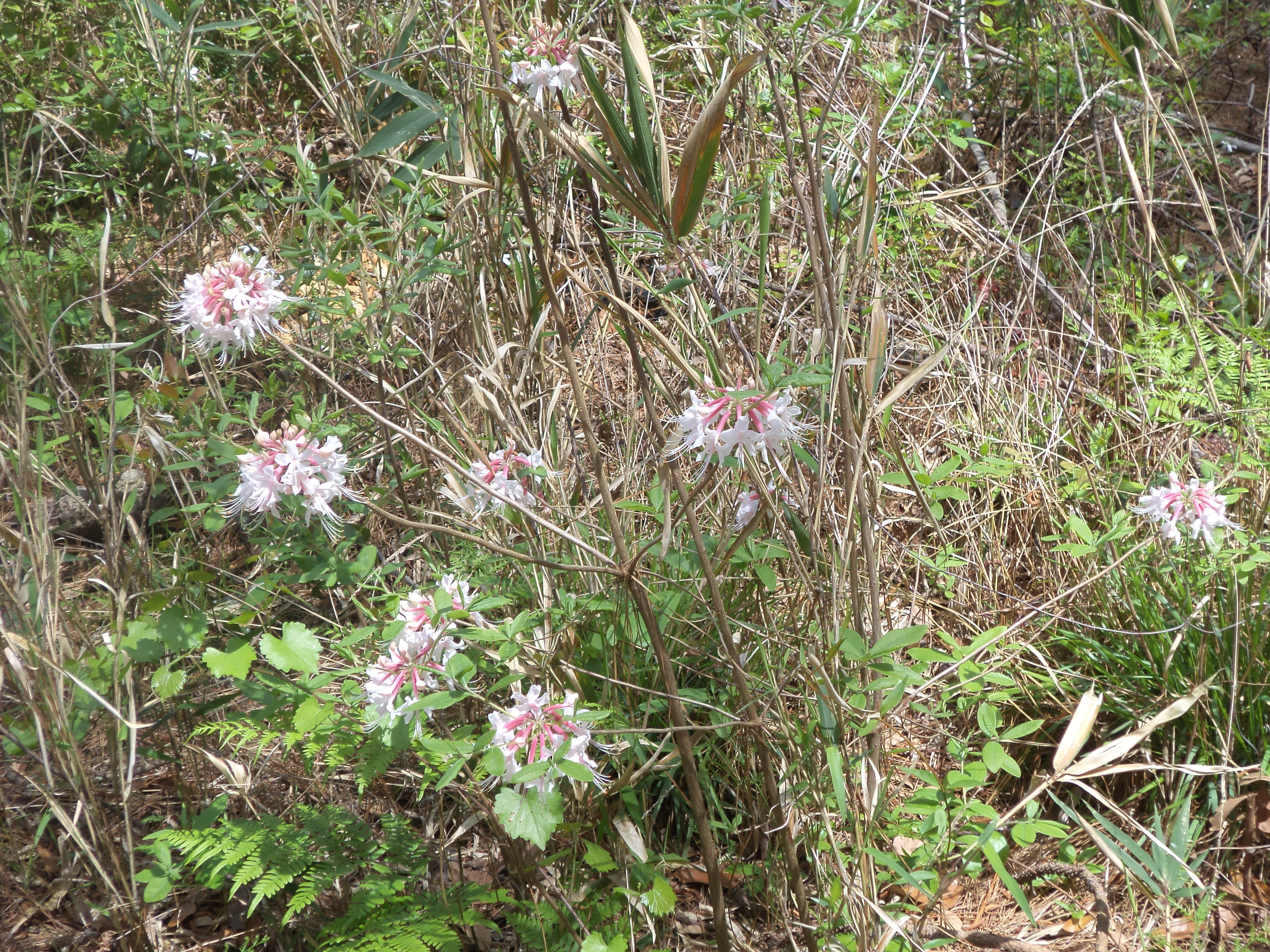
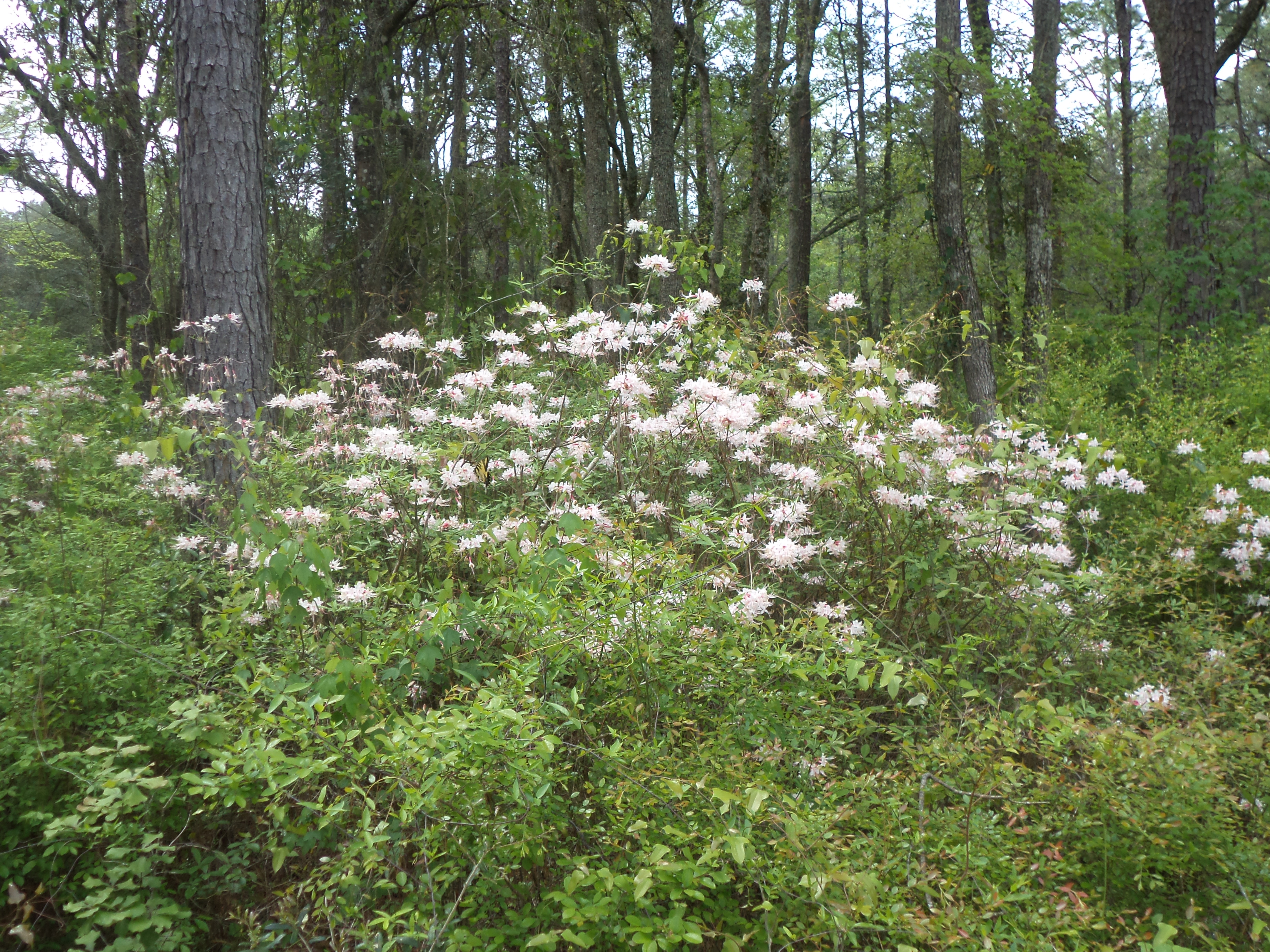
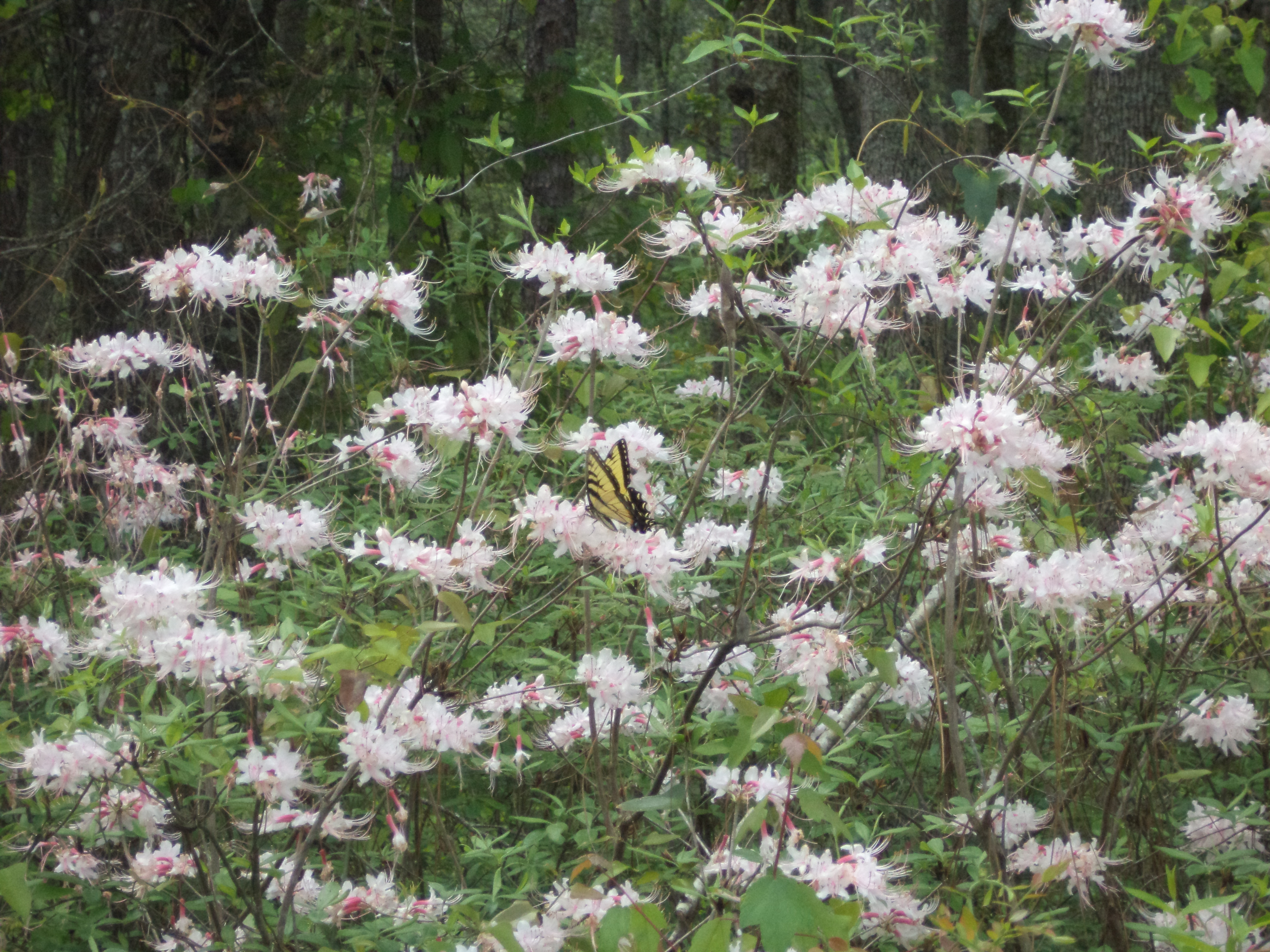